# جو صادر
جو صادر(6 أكتوبر 1989-) ممثل وعارض أزياء لبناني

## حياته ومشواره المهني
درس إدارة الأعمال في جامعة سيدة اللويزة، عمل في مرفأ بيروتبدأ كعارض أزياء في وكالة «نضال بشراوي» خاض تجربة مسابقة ملك جمال لبنان لعام 2013 ، حصد فيها لقب الوصيف الرابع، دخل عالم التمثيل عام 2012 وانطلاقته الفعلية كانت في مسلسل «عشق النساء» مجسدا شخصية «نديم» ابن ورد الخال وهو شاب مثلي يواجه صراعات مع المجتمع لينهي حياته منتحرا ، عام 2014 شارك الفنانة المغربية جنات في أغنيتها المصورة «البادي أظلم» من إخراج وليد ناصيف قدم بعدها أعمالا في المسرح والتلفزيون  يتولى إدارة أعمال شربل وميشال عطالله، (Bruderz Team)

## أعماله

### في التلفزيون
- (2025):نفس
- (2023):عشرة عمر
- (2022):أسماء من الماضي
- (2022):الزمن الضائع
- (2021):حكايتي
- (2019):موجة غضب
- (2018):حنين الدم
- (2018):كل الحب كل الغرام[6]
- (2018):حدوتة حب (خماسية الهاجس)[7]
- (2018): 50 ألف
- (2018): أصحاب 3
- (2017): حب حرام
- (2016): الحرام
- (2016):مش أنا
- (2014): ياسمينة
- (2014):عشق النساء
- (2012): أجيال (ج 2)
- (2012): الحياة دراما

### في المسرح
- (2014): مين شايف حالك
- (2014): أنتوا القضية